# 施文迪湖
47°11′13″N 9°19′52″E / 47.187°N 9.331°E

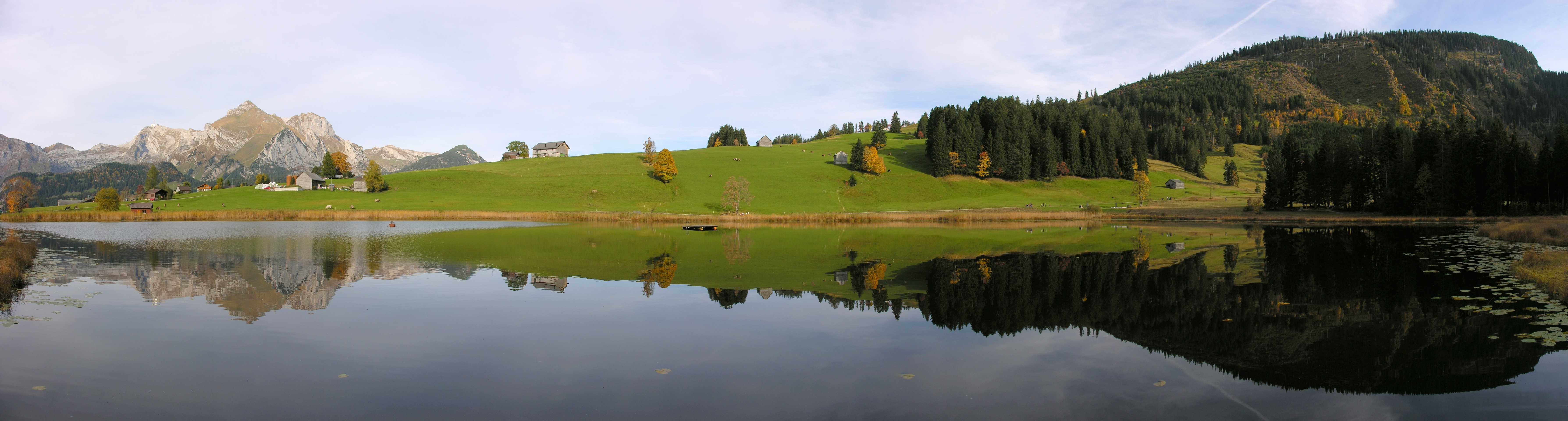

施文迪湖（Schwendisee），是瑞士的湖泊，位於該國東北部，由聖加侖州負責管轄，處於休菲爾斯滕山，面積0.003平方公里，海拔高度1,159米，最大水深9.7米。